# Барон Уордингтон
Барон Уордингтон из Алнмута в графстве Нортумберленд — угасший наследственный титул в системе Пэрства Соединённого королевства. Он был создан 17 июля 1936 года для британского банкира Джона Пиза (1869—1950), председателя Lloyds Bank (1922—1945). Титул угас со смертью 3-го барона Уордингтон (1925—2019), который сменил своего старшего брата в 2005 году.
Семейная резиденция — Уордингтон Манор в окрестностях Банбери в графстве Оксфордшир.

## Бароны Уордингтон (1936)
- 1936—1950: Джон Уильям Бомонт Пиз, 1-й барон Уордингтон (4 июля 1869 — 7 августа 1950), второй сын Джона Уильяма Пиза (1834—1901);
- 1950—2005: Кристофер Генри Бомонт Пиз, 2-й барон Уордингтон (22 января 1924 — 7 июля 2005), старший сын предыдущего;
- 2005—2019: Уильям Саймон Пиз, 3-й барон Уордингтон (15 октября 1925 — 19 марта 2019), младший брат предыдущего.

Титул угас.